# Villanueva de Duero
Villanueva de Duero es un municipio y localidad española de la provincia de Valladolid, en la comunidad autónoma de Castilla y León. Cuenta con una población de 1258 habitantes (INE 2024).

## Geografía

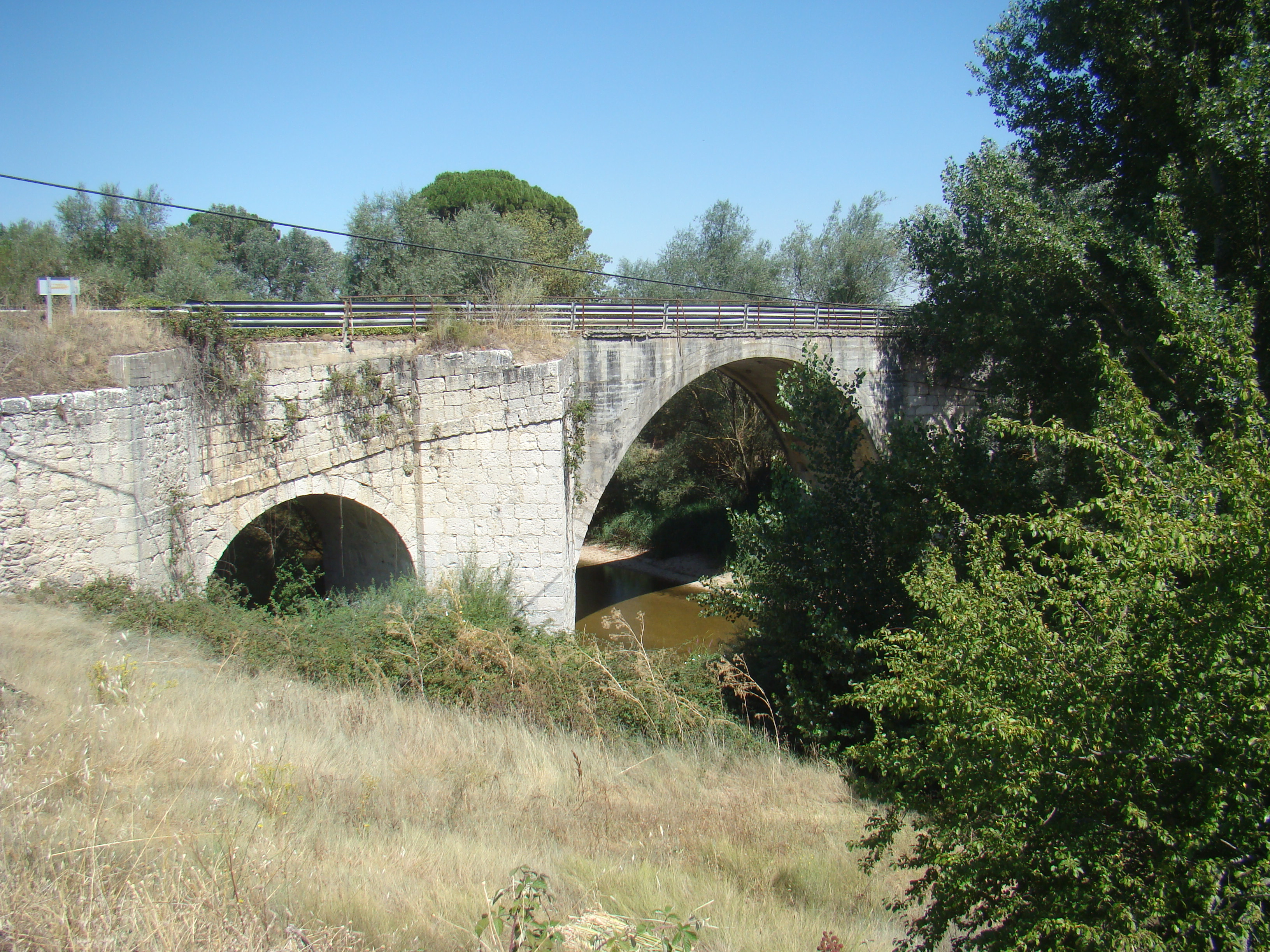
Puente de Aniago sobre el río Adaja

El término municipal se encuentra en la parte central de la provincia de Valladolid, en la comunidad autónoma española de Castilla y León. Está integrado en la comarca de Tierra de pinares. La localidad se alza en el margen izquierdo del río Duero, a unos 18 kilómetros de la capital provincial, ubicada aguas arriba. Pertenece geográficamente a la Submeseta Norte, en la cuenca hidrográfica del Duero.
El término municipal está atravesado por la carretera autonómica CL-610, que se dirige hacia Serrada y Puente Duero. 
El relieve del municipio está caracterizado por el valle del Adaja en su tramo final, estando incluida en su territorio la desembocadura en el río Duero. El pueblo se alza a 691 metros sobre el nivel del mar. 
| Noroeste: Villamarciel        | Norte: Aniago | Noreste: Puente Duero |
| Oeste: Villamarciel           |               | Este: Viana de Cega   |
| Suroeste: San Miguel del Pino | Sur: Serrada  | Sureste: Valdestillas |

## Historia

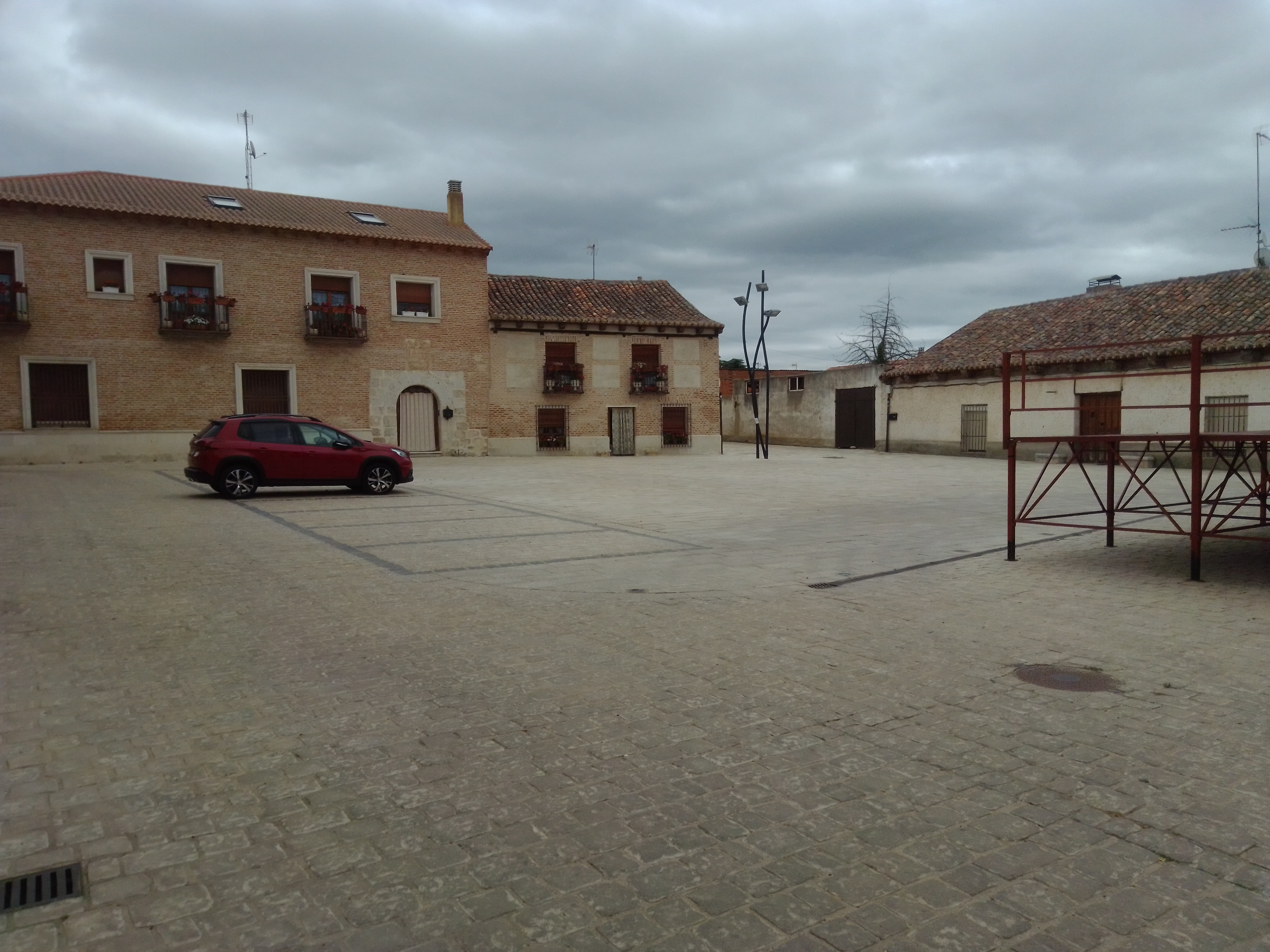
Plaza de Villanueva de Duero

Son escasas las informaciones que se tienen de Villanueva de Duero durante la Edad Antigua. Los primeros restos encontrados han sido de un asentamiento romano hacía el siglo IV.
En un principio esta población, recibía el nombre de Las Cabañuelas, para pasar en 1109 a llamarse Aldea Nueva, nueva porque hubo otra aldea anterior, y más tarde el nombre de Aldeanueva de Aniago, porque era territorio de Aniago. Ya en 1630 se produce el cambio de nombre a Villanueva de Duero.
En 1409, Juan Vázquez de Cepeda, obispo de Segovia y consejero del monarca Enrique III, compra Aniago y Aldea Nueva al Concejo de Valladolid, para establecer un monasterio de Canónigos Regulares de San Agustín. Con posterioridad dicho monasterio pasa a ser  La Cartuja de Nuestra Señora de Aniago. La historia de Villanueva a partir de este momento va a estar unida a la Cartuja de Nuestra Señora de Aniago en una sucesión de encuentros y desencuentros que culminarán en la separación definitiva de ambas en 1807.

## Geografía humana

### Demografía
Cuenta con una población de 1258 habitantes (INE 2024).
| Gráfica de evolución demográfica de Villanueva de Duero entre 1842 y 2021                                             |
| |
| Población de derecho según los censos de población del INE. Población de hecho según los censos de población del INE. |

## Administración y política

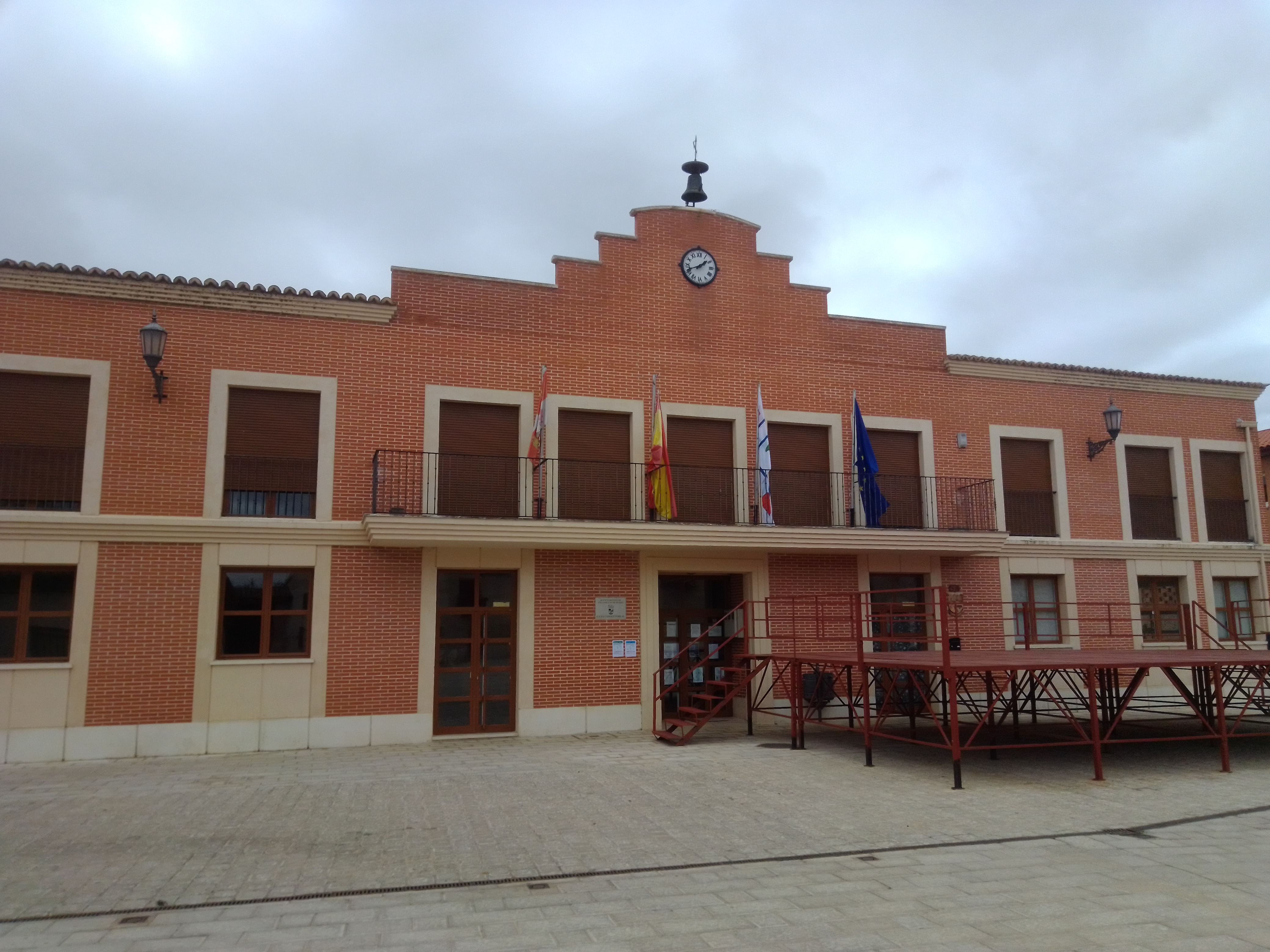
Casa consistorial

| Elecciones municipales de 2019 en Villanueva de Duero | Elecciones municipales de 2019 en Villanueva de Duero | Elecciones municipales de 2019 en Villanueva de Duero | Elecciones municipales de 2019 en Villanueva de Duero | Elecciones municipales de 2019 en Villanueva de Duero |
| Partido político                                      | Concejales                                            | Votos                                                 | Porcentaje                                            |                                                       |
| ----------------------------------------------------- | ----------------------------------------------------- | ----------------------------------------------------- | ----------------------------------------------------- | ----------------------------------------------------- |
| IU-Toma La Palabra (TLP)                              | 5                                                     | 327                                                   | 47,12%                                                |                                                       |
| Partido Popular (PP)                                  | 2                                                     | 157                                                   | 22,62%                                                |                                                       |
| Partido Socialista Obrero Español (PSOE)              | 1                                                     | 106                                                   | 15,27%                                                |                                                       |
| Ciudadanos-Partido de la Ciudadanía (Cs)              | 1                                                     | 94                                                    | 13,54%                                                |                                                       |

| Elecciones municipales de 2015 en Villanueva de Duero | Elecciones municipales de 2015 en Villanueva de Duero | Elecciones municipales de 2015 en Villanueva de Duero | Elecciones municipales de 2015 en Villanueva de Duero | Elecciones municipales de 2015 en Villanueva de Duero |
| Partido político                                      | Concejales                                            | Votos                                                 | Porcentaje                                            |                                                       |
| ----------------------------------------------------- | ----------------------------------------------------- | ----------------------------------------------------- | ----------------------------------------------------- | ----------------------------------------------------- |
| IU-Toma La Palabra (TLP)                              | 4                                                     | 289                                                   | 41,82%                                                |                                                       |
| Partido Popular (PP)                                  | 3                                                     | 256                                                   | 37,05%                                                |                                                       |
| Partido Socialista Obrero Español (PSOE)              | 2                                                     | 130                                                   | 18,81%                                                |                                                       |

## Patrimonio

### Iglesia de Nuestra Señora de la Visitación

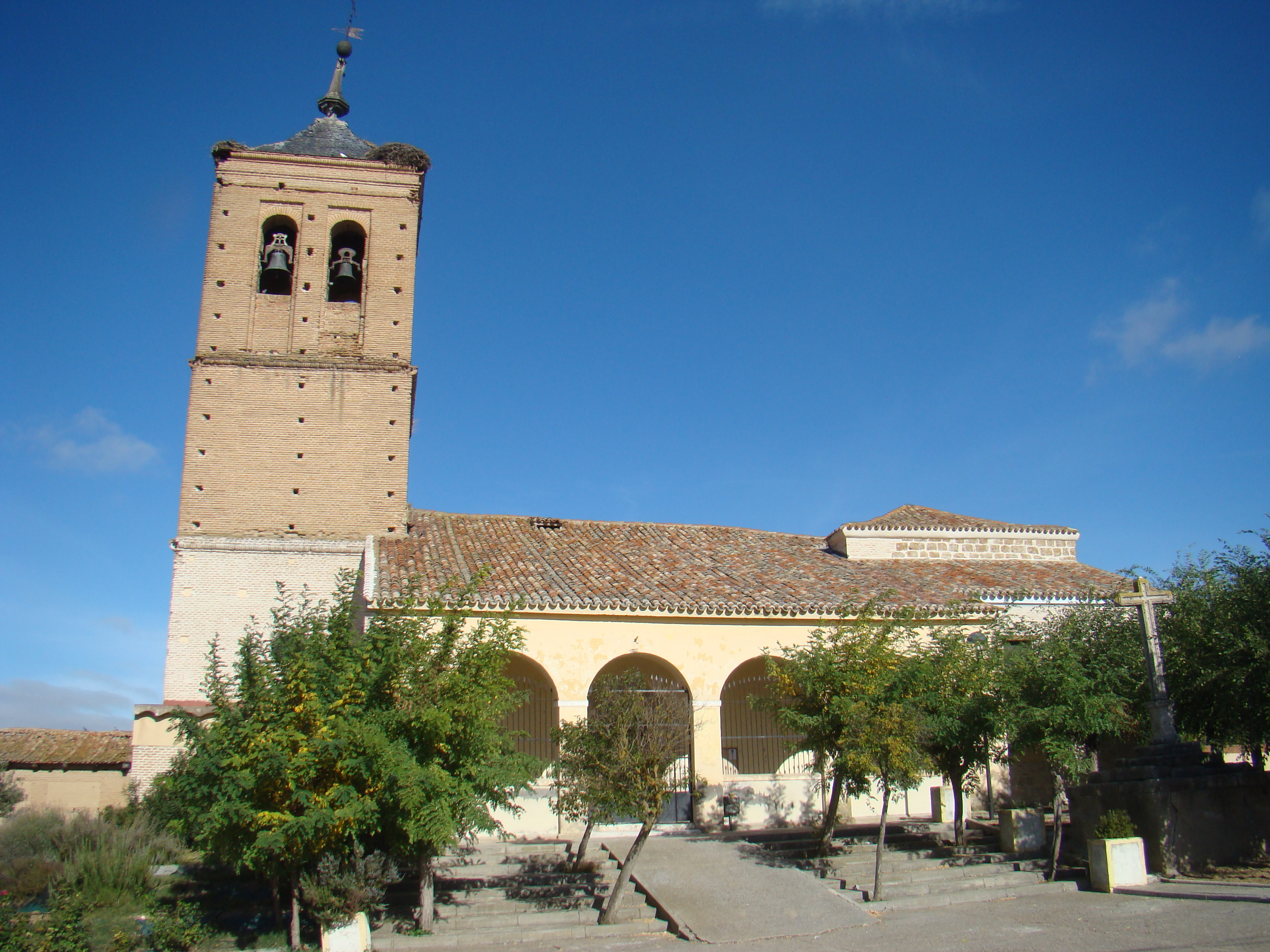
Iglesia de Nuestra Señora de la Visitación

Es una iglesia  de estilo mudéjar del siglo XVI en ladrillo, piedra y tapial. Tiene tres naves entre pilares rectangulares y arcos de medio punto, donde la central, algo más alta y amplia que las laterales, se cubre con bóveda de cañón rebajado. A los pies del templo se sitúa la torre, de piedra en su primer tramo y de ladrillo el resto, coronada además por un chapitel empizarrado del siglo XVIII.
En su interior, además del retablo, entre las tallas de la iglesia destaca un Cristo Yacente del taller de Gregorio Fernández, una Piedad en alabastro policromado de mediados del siglo XV y dos relieves en madera, labrados por algún seguidor de Gregorio Fernández. También se encuentran tallas como son el Cristo de Nazareno y el Cristo Resucitado. Se encuentran las esculturas de los patrones de la localidad San Antonio de Padua y Santa Isabel.

### Ermita del Cristo

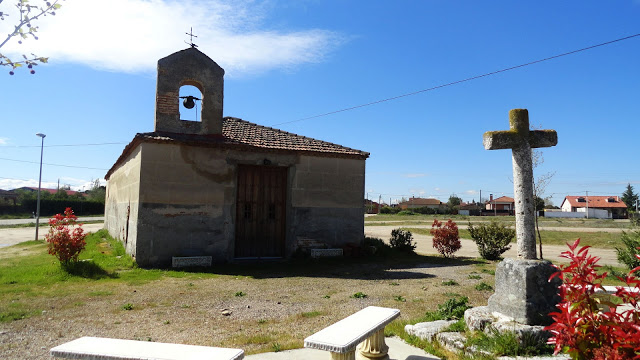
Ermita del Santo Cristo del Humilladero

Ermita del siglo XVIII de dimensiones reducidas. Es de ladrillo, con una espadaña, y guarda en su interior varias esculturas entre las que destaca un San Roque del siglo XVI en madera policromada.

### Cartuja de Nuestra Señora de Aniago

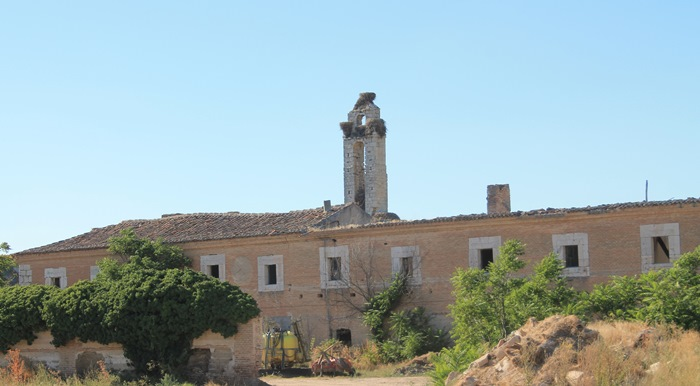
Cartuja de Aniago, en el término de Villanueva de Duero

La Cartuja de Nuestra Señora de Aniago fue un monasterio católico español fundado por los monjes cartujos en del siglo XV. En 1441 la reina María de Aragón tomó la decisión de donar su herencia de Aniago a la orden cartuja y un año después el papa Eugenio IV confirmó la donación. La reina pidió que se fundara con veinticuatro monjes; los dos primeros llegaron desde el monasterio del Paular y se encargaron de la puesta en marcha de la cartuja. En un albalá o Real cédula, Juan II otorgó a los monjes el derecho a incluir en sus obras y reposteros las armas reales y la gracia especial de que «las acémilas de los monjes puedan llevar sonajas como las acémilas del mismo rey».
Tal y como era costumbre entre los cartujos el complejo monástico fue una construcción humilde que vista desde fuera se parecía más a una casa de labor que a un monasterio. En la época del barroco se construyó la espadaña que ofrecía una nota totalmente diferente. En el siglo XVIII se añadieron las yeserías como decoración en la iglesia y en la sala capitular. Todos los edificios monacales y las viviendas de los colonos estaban rodeados por una tapia de mampostería y tapial que ha llegado casi intacta hasta el siglo XXI.
La vida de la cartuja de Aniago se fue desarrollando a través de los siglos con los trabajos, rezos, intrigas, conveniencias, avenencias y desavenencias propias de cualquier comunidad de monjes. Cuando acabó el conflicto bélico con los franceses, los cartujos regresaron al monasterio hasta que en 1820 tuvieron que abandonarlo de nuevo por decreto de desamortización del Trienio Liberal.  A los tres años regresaron de nuevo pero su estancia duró tan solo hasta 1835 pues, a raíz de la desamortización de Mendizábal, la exclaustración fue definitiva y sus bienes fueron subastados. El monasterio cartujo dejó de existir como tal en 1836. El patrimonio artístico se vendió o se repartió entre distintas instituciones, los edificios fueron abandonados a las inclemencias del tiempo y al pillaje. En 2015 solo quedaban ruinas que se van desmoronando día a día.